# Eduard Kozynkevych
Eduard Kozynkevych (Leópolis, 23 de maio de 1949 - 16 de novembro de 1994) foi um treinador e ex-futebolista soviético, que atuava como atacante.

## Carreira
Eduard Kozynkevych fez parte do elenco da Seleção Soviética de Futebol, da Euro de 1972. 